# اسماعیل الفتح
اسماعیل الفتح (عربی: اسماعيل الفتح؛ ۳ مارس ۱۹۸۲) داور فوتبال مراکشی‌تبار اهل ایالات متحده آمریکا بود. وی از سال ۲۰۱۲ در لیگ برتر فوتبال ایالات متحده آمریکا و از ۲۰۱۶ در مسابقات بین‌المللی قضاوت میکند.